# The Expanse (Romanreihe)
The Expanse (deutsch: Die Weite, in Bezug auf den Weltraum) ist eine Science-Fiction-Romanreihe (inklusive einiger Novellen und Kurzgeschichten) des Autorenduos Daniel James Abraham und Ty Franck aus Albuquerque, New Mexico, die sie unter dem Pseudonym James S. A. Corey veröffentlichten. Der erste Band (Leviathan Wakes) wurde 2011 in den USA bei Orbit Books veröffentlicht, in Deutschland im April 2012 im Heyne Verlag.
Die Reihe besteht aus neun Romanen und bisher acht kürzeren Werken – drei Kurzgeschichten und sechs Novellen. Eine abschließende sechste Novelle erschien 2022.
Die Serie wurde vom Syfy Network, ebenfalls unter dem Titel The Expanse, für das Fernsehen adaptiert, Syfy Network hatte die Lizenzrechte für die lineare Ausstrahlung der Serie im Fernsehen, Amazon Video die Lizenzrechte für die Ausstrahlung der Serie im Internet innerhalb der USA und Netflix die Lizenzrechte für die Ausstrahlung der Serie im Internet außerhalb der USA. Da die Serie bei der linearen Ausstrahlung immer mehr an Einschaltquoten verlor, entschied sich Syfy Network die Serie nach der 3. Staffel einzustellen. Daraufhin sicherte sich Jeff Bezos die Rechte an der Serie für Amazon Video und produzierte auf eigene Kosten Staffel 4 und 5. Die finale Staffel 6 wurde von Amazon Video produziert und schloss die Serie endgültig ab.

## Werke der Reihe

### Romane
Die Romantitel lehnen sich an mythologische oder literarische Wesen und Orte an. Diese haben aber nur eine indirekte Beziehung zur Romanhandlung. Es handelt sich dabei um Leviathan, Caliban, Abaddon, Cibola, Nemesis, Babylon, Persepolis und Tiamat.
| # | org. Titel        | dt. Titel                     | ISBN                   |
| - | ----------------- | ----------------------------- | ---------------------- |
| 1 | Leviathan Wakes   | Leviathan erwacht (2012)      | ISBN 978-3-453-52931-1 |
| 2 | Caliban's War     | Calibans Krieg (2013)         | ISBN 978-3-453-52929-8 |
| 3 | Abaddon's Gate    | Abaddons Tor (2014)           | ISBN 978-3-453-52930-4 |
| 4 | Cibola Burn       | Cibola brennt (2015)          | ISBN 978-3-453-31654-6 |
| 5 | Nemesis Games     | Nemesis-Spiele (2016)         | ISBN 978-3-453-31656-0 |
| 6 | Babylon's Ashes   | Babylons Asche (2017)         | ISBN 978-3-453-31655-3 |
| 7 | Persepolis Rising | Persepolis erhebt sich (2019) | ISBN 978-3-453-31942-4 |
| 8 | Tiamat's Wrath    | Tiamats Zorn (2020)           | ISBN 978-3-453-31943-1 |
| 9 | Leviathan Falls   | Leviathan fällt (2022)        | ISBN 978-3-453-31944-8 |

### Novellen und Kurzgeschichten
Von den sechs Novellen und drei Kurzgeschichten sind Drive, The Churn und The Butcher of Anderson Station vor der Handlung des ersten Romans angesiedelt. The Last Flight of the Cassandra spielt während den Ereignissen von Leviathan erwacht und The Sins of Our Fathers nach dem letzten Roman.
Drei der Novellen und eine Kurzgeschichte sind mittlerweile auch in deutscher Übersetzung vorhanden.
Die Kurzgeschichten und Novellen, die in der Sammlung Memory's Legion enthalten sind, waren vorher nicht in gedruckter Form, sondern nur als E-Books und Hörbücher erhältlich.
The Last Flight of the Cassandra ist weiterhin nur als Teil des Expanse-Rollenspiels verfügbar und kann nicht separat erworben werden.
| #   | Typ            | org. Titel                       | dt. Titel                                  | Einordnung |
| --- | -------------- | -------------------------------- | ------------------------------------------ | --- |
| 0.1 | Kurzgeschichte | Drive                            | Antrieb                                    | vor Leviathan erwacht |
| 0.3 | Novelle        | The Churn                        | Der Mahlstrom (2015)                       | vor Leviathan erwacht |
| 0.5 | Kurzgeschichte | The Butcher of Anderson Station  | Der Schlächter der Anderson-Station (2011) | vor Leviathan erwacht |
| 1   | Kurzgeschichte | The Last Flight of the Cassandra |                                            | während Leviathan erwacht |
| 2.5 | Novelle        | Gods of Risk                     | Der Gott des Risikos (2012)                | zwischen Calibans Krieg und Abaddons Tor |
| 3.5 | Novelle        | The Vital Abyss                  | Der letzte Abgrund                         | zwischen Abaddons Tor und Cibola brennt |
| 6.5 | Novelle        | Strange Dogs                     | Seltsame Hunde                             | zwischen Babylons Asche und Persepolis erhebt sich                                                                                                |
| 7.5 | Novelle        | Auberon                          | Auberon                                    | zwischen Persepolis erhebt sich und Tiamats Zorn                                                                                                  |
| 9.5 | Novelle        | The Sins of Our Fathers          | Die Schuld unserer Väter                   | nach der Handlung von Leviathan fällt |
|     | Sammlung       | Memory's Legion                  | Das Protomolekül (2022)                    | Sammlung aller Kurzgeschichten und Novellen, außer The Last Flight of the Cassandra erschien am 11. Juli 2022 auf Deutsch, ISBN 978-3-453-32203-5 |

## Handlung

### Einordnung
The Expanse spielt im 24. Jahrhundert, in dem die Menschheit einen Großteil des Sonnensystems kolonisiert hat. Das Geschehen findet zunächst an vielen realen Orten im Sonnensystem statt – wie Ceres und Eros im Asteroidengürtel, mehrere Jupitermonde wie Ganymed und Europa sowie Saturnmond Phoebe und Uranusmond Titania, ebenso wie Kuppelbauten auf Mars und Mond.
Grundkonstellation ist der Konflikt und die politischen Spannungen zwischen Erde, Mars und den äußeren Planeten. Auf der mit über 30 Milliarden Menschen völlig überbevölkerten Erde sind die Vereinten Nationen (UN) zu einer Weltregierung aufgestiegen, die auch Luna und mehrere Stationen im Sonnensystem kontrolliert. Die Erde steht v. a. vor der Herausforderung der Ressourcengewinnung, die sie zu weiteren Kolonisierungen zwingt.
Der bereits im 21. Jahrhundert kolonisierte Mars sieht seine Zukunft im Terraforming. Er hat sich mittlerweile seine Unabhängigkeit von der Erde erstritten und verfügt – seinem Namen entsprechend – über ein beachtliches militärisches und kriegswissenschaftliches Potential, so dass eine Pattsituation zwischen den beiden Großmächten herrscht.
Sowohl die Erde als auch der Mars sind dringend auf die Ressourcen aus dem Asteroidengürtel angewiesen, der die sog. Dritte Welt des Expanse-Universums darstellt. Die Gürtler (engl. Belter) betreiben Asteroidenbergbau, leiden aber unter schlechten Arbeits- und Lebensbedingungen (saubere Luft und Wasser sind oft nicht ausreichend vorhanden) und weisen aufgrund der Schwerkraftbedingungen körperliche Verformungen und Mutationen auf, die es ihnen teilweise unmöglich machen, in der Schwerkraftsenke der Erde zu überleben. Hauptstützpunkt des Gürtels ist de facto der Zwergplanet Ceres, bedeutende Industriezentren sind Asteroiden wie Eros oder freifliegende Raumstationen wie Tycho, während der Jupitermond Ganymed der Nahrungsgewinnung dient.
Um sich gegen die Ausbeutung von Erde und Mars zur Wehr zu setzen, hat sich eine militante Widerstandsgruppe namens Outer Planets Alliance (OPA) gebildet (in der deutschsprachigen Ausgabe Allianz Äußerer Planeten, AAP), die gegen Erde und Mars agiert und von den Vereinten Nationen mit allen Mitteln bekämpft wird.

### Hauptfiguren
Jede Geschichte wird durch wechselnde Perspektiven (stets in der 3. Person) einer begrenzten Zahl von Hauptfiguren erzählt und beginnt und endet mit einem Prolog bzw. Epilog einer einmalig erscheinenden Figur. Da sich die Autoren bei den einzelnen Kapiteln und Perspektiven abwechseln, ist der Schreibstil je nach Figur/Perspektive sehr unterschiedlich.

#### Crew der Rosinante
- James „Jim“ R. Holden, Kapitän, von der Erde, ehemaliger Offizier der UN-Marine
- Naomi Nagata, Chefingenieurin und Erster Offizier (engl. executive officer, Abk. XO), eine Gürtlerin
- Amos Burton, Mechaniker und Kampfmaschine, von der Erde
- Alex Kamal, Pilot, ein Marsianer, ehemaliger Pilot der Marsmarine

#### Erde
- Dmitri Havelock, ein Security und ehemaliger Partner von Joe Miller
- Chrisjen Avasarala, stellvertretende UN-Unterstaatssekretärin der Exekutivverwaltung, später UN-Generalsekretärin
- Clarissa „Claire“ Melpomene Mao a.k.a. Melba Alzbeta Koh a.k.a. Peaches, Tochter von Jules-Pierre Mao
- Dr. Elvi Okoye, eine Biologin von der Erde
- Dr. Annushka „Anna“ Volovodov, eine methodistische Pastorin auf Europa und der Erde

#### Mars
- Roberta „Bobbie“ W. Draper, Unteroffizier des Mars im MCRN der 2. Marine Expeditionary Force

#### Äußere Planeten
- Josephus „Joe“ Aloisus Miller, ein Gürtler, Detektiv für die Sicherheitsfirma Star Helix Security der Ceres-Station
- Juliette „Julie“ Andromeda Mao, ehemalige Pinnace-Rennfahrerin und Konvertitin der OPA, ihr Vater ist Jules-Pierre Mao
- Frederick „Fred“ Lucius Johnson, ehemaliger UN-Marine, „Schlächter der Anderson-Station“, Anführer der OPA
- Dr. Praxidike „Prax“ Meng, Chefbotaniker des RMD-Southern Soja Farm-Projekts auf Ganymed, Vater von Mei Meng
- Michio Pa, Executive Officer des OPA-Schiffs Behemoth, später Kapitän des Free Navy-Schiffes Connaught
- Carlos „Bull“ C de Baca, Sicherheitschef unter Michio Pa auf dem OPA-Schiff Behemoth
- Marco Inaros, Kommandeur der Freien Marine, einer radikalen OPA-Abteilung
- Filip Inaros, Mitglied der OPA und Freien Marine, seine Eltern sind Naomi Nagata und Marco Inaros

## Rezeption
Die Romanserie wurde insgesamt v. a. in den USA sehr gut aufgenommen, wobei der erste Roman Leviathan Wakes am höchsten gelobt wurde. So wurde Leviathan Wakes für den Hugo Award for Best Novel 2012 und den Locus Award for Best Science Fiction Novel 2012 nominiert. Der dritte Roman Abaddon’s Gate wurde mit dem Locus Award for Best Science Fiction Novel 2014 ausgezeichnet. Die gesamte Romanreihe war sowohl 2017 als auch 2020 für den Best Series Hugo Award nominiert, welchen sie 2020 schließlich auch gewann.

## Adaptionen
- Fernsehserie: The Expanse Der amerikanische Fernsehsender Syfy kündigte im April 2014 eine Serienverpflichtung für die Fernsehadaption von The Expanse an die im Dezember 2015 erschienen. Bis 2021 wurden sechs Staffeln mit insgesamt 62 Folgen produziert, wobei die letzte Folge jeder Staffel ihren Namen mit dem jeweiligen Buch teilt.
- Comic: Aktuell existieren vier digitale Comics, die auf den Romanen basieren und von ComiXology[7] veröffentlicht wurden. Sie wurden von James S. A. Corey, Hallie Lambert und Georgia Lee geschrieben und von Huang Danlan, Triona Farrell, Juan Useche und Rahzzah illustriert. The Expanse: Origins enthüllt die unerzählten Hintergrundgeschichten der Besatzungsmitglieder der Rosinante vor Beginn der Serie und Zusatzgeschichten zu Detektiv Miller. Alle vier Comics wurden auch in gedruckter Form als Zusammenstellung mit dem Titel The Expanse Vol. 2 veröffentlicht.
- Brettspiel: Das Expanse-Brettspiel wurde von Geoff Engelstein in Kooperation mit dem Autorenteam entworfen und von WizKids im Oktober 2017 veröffentlicht.[8] Die Spieler repräsentieren die UN-Streitkräfte der Erde, das Militär des Mars, die OPA oder Protogen Inc und kämpfen darum, dominierende Macht im Sonnensystem zu werden.
- Rollenspiel (PnP): Das Expanse-Rollenspiel verwendet das von Chris Pramas entwickelte AGE-System (Adventure Game Engine). Kernregelwerk und Gamemaster's Kit wurden im Juli 2018 auf Kickstarter veröffentlicht und sammelten in einer Stunde das Ziel von über 400.000 US-Dollar.[9] Das Spiel enthält eine Bonus-Kurzgeschichte von James S. A. Corey mit dem Titel "Der letzte Flug der Cassandra".